# بیکینی بیچ
بیکینی بیچ (انگلیسی: Bikini Beach) فیلمی در ژانر و به کارگردانی ویلیام اشر است که در سال ۱۹۶۴ منتشر شد.

## بازیگران
- فرانکی آوالون
- آنت فونیچلو
- مارتا هایر
- کینن وین
- هاروی لمبک
- بوریس کارلوف
- دان ریکلس
- الیزابت مونت‌گومری
- مردیت مک‌ری
- استیوی واندر
- تیموتی کری
- جان اشلی